# 대정화금
대정화금(Daejung Chemicals & Metals Co. Ltd.)는 대한민국의 기업이다. 본사는 경기도 시흥시 서해안로 186, 시화공단 1다 107호에 위치해 있으며 대표이사는 송영준이다.

## 상장
2010년 12월 20일에 공모가 9,200원에 상장하였다. 

## 참고 문헌
1. ↑  대정화금, 시험용 시약 제조 화학사, 아이투자, 2023-08-07
2. ↑  “우리는 초전도체 회사 아닙니다” 공지 올렸던 회사의 속사정, 조선비즈, 2023.08.09
3. ↑  <코>대정화금, 현재가 6.62% 급등, 서울경제, 2023-08-16